# Валя-Котешть
Валя-Котешть, Валя-Котешті (рум. Valea Cotești) — село у повіті Вранча в Румунії. Входить до складу комуни Котешть.
Село розташоване на відстані 153 км на північний схід від Бухареста, 11 км на південний захід від Фокшан, 77 км на захід від Галаца, 113 км на схід від Брашова.

## Населення
За даними перепису населення 2002 року у селі проживали 660 осіб, усі — румуни. Усі жителі села рідною мовою назвали румунську.